# Potentialsteuerung
Eine Potentialsteuerung ist im Bereich von Elektroinstallationen eine bauliche Maßnahme, mit deren Hilfe elektrische Spannungen (Potentialdifferenzen) im Bereich elektrisch leitfähiger Baumaterialien minimiert werden und so bei hohen Strömen durch den Erder gefährliche Schrittspannungen reduziert oder ganz vermieden werden können. „Gesteuert“ werden kann dabei im Rahmen der Planung und vor Beginn der baulichen Arbeiten. Nach Abschluss der Elektroinstallation ist keine „dynamische“ Steuerung der räumlichen Potentialverteilungen in den Baukonstruktionen mehr möglich. Für bestimmte Anwendungsbereiche wie beispielsweise Schwimmbäder ist die Potentialsteuerung aus Sicherheitsgründen empfohlen.

## Grundlagen
Die Potentialsteuerung (engl. Voltage grading, Potential grading) ist eine Maßnahme, die dazu dient, das Potential der Erdoberfläche oder einer anderen begehbaren Fläche zu verändern. Die Potentialsteuerung soll durch geeignete technische Maßnahmen die gefährlich hohen Schrittspannungen entweder gegen Null bringen oder zumindest auf ungefährliche Werte senken.
Um eine Potentialsteuerung durchzuführen, gibt es drei Möglichkeiten, die je nach Anwendungsfall einzeln oder auch gleichzeitig angewendet werden.
Maßnahmen zur Potentialsteuerungen sind:
- Steuererder
- Potentialsteuergitter
- Isolierung

Steuererder sind Erder, die um einen Haupterder in spezieller Anordnung eingebracht sind.
Potentialsteuergitter sind in besonderen Raumarten in den Estrich eingebrachte Metallteile mit bestimmtem Aufbau und bestimmten Abmessungen.
Durch das Einbringen einer isolierenden Schicht sollen die elektrisch leitenden Schichten voneinander getrennt werden. Zur Isolierung werden spezielle Kunststofffolien verwendet. Diese Maßnahme ist sehr aufwändig und wird so in der Praxis nur wenig eingesetzt. Falls erforderlich, werden elektrisch isolierende Schichten auf die begehbaren Flächen aufgebracht.
In den DIN-VDE-Normen ist für landwirtschaftlich genutzte Betriebsstätten in bestimmten Bereichen eine Potentialsteuerung zwingend vorgeschrieben. In Schwimmbädern und in Baderäumen wird sie von Experten empfohlen.
Bei elektrischen Anlagen im Freien ist in bestimmten Bereichen z. B.
- um Hoch- und Mittelspannungsmasten
- um Betriebserder

eine Potentialsteuerung durch Steuererder vorzunehmen.

## Potentialsteuerung bei elektrischen Anlagen im Freien
In der Nähe von Betriebserdern bildet sich aufgrund der eingeleiteten Ströme um den Erder ein Spannungstrichter. Bewegt sich ein Mensch in diesem Spannungstrichter, greift er mit seinen Füßen die sogenannte Schrittspannung ab. Die Schrittspannung ist der Teil der Erdungsspannung, die vom Menschen mit einem Schritt von 1 m abgegriffen werden kann. Die Höhe der Schrittspannung ist abhängig vom Erderwiderstand und vom eingeleiteten Strom. Es können im ungünstigsten Fall Schrittspannungen von mehreren hundert Volt entstehen.
Betriebserder z. B. in Umspannwerken werden in der Regel als Tiefenerder erstellt. Hierbei werden bis zu 40 m lange Stäbe oder Rohre (Staberder) ins Erdreich getrieben. Diese Staberder haben den Vorteil eines niedrigen Erdungswiderstandes. Nachteilig ist ihre ungünstige Potentialverteilung. Um die Schrittspannungen zu minimieren, werden unmittelbar um den Haupterder zusätzliche Ringerder oder Maschenerder als Steuererder im Erdreich vergraben. Die Steuererder werden dabei so um den Haupterder verteilt, dass sie von innen nach außen mit zunehmend größerer Tiefe verlegt werden. Durch diese Maßnahme erreicht man eine gute Potentialsteuerung.
Ringerder oder auch Maschenerder haben ein weitaus flacheres Erdpotential-Profil als Staberder. Somit können sie auch in Kombination mit Staberdern, als Schutzerder oder als Blitzschutzerder eingesetzt werden. Sie wirken sich steuernd auf das Erdpotential-Profil der Erdungsanlage aus. Ein weiteres Einsatzgebiet für Steuererder ist der Bereich um Hoch- oder Mittelspannungsmasten. Hier wird zur Potentialsteuerung jeweils ein Ringerder um die Masten verlegt. Auch in Hochspannungsschaltanlagen und in Trafostationen werden Ringerder zur Potentialsteuerung verwendet.

## Potentialsteuerung in landwirtschaftlichen Betriebsstätten
In landwirtschaftlichen Betriebsstätten ist gemäß DIN-VDE-Norm eine Potentialsteuerung für Neuanlagen in bestimmten Bereichen zwingend vorgeschrieben.
Nutztiere wie z. B. Pferde, Rinder, Ziegen, Schweine etc. greifen, aufgrund ihrer größeren Schrittweite, höhere Schrittspannungen ab als der Mensch. Außerdem sind Tiere empfindlicher gegen elektrischen Strom als Menschen und können schon mit Spannungen, die für die Menschen noch ungefährlich sind, getötet werden. Aber auch schon kleine Kriechströme können den Tieren Schmerzen bereiten und Stresssituationen hervorrufen. Eine unzureichende Erdungsanlage z. B. in einem Schweinestall kann bei den Tieren zu schmerzhaften Irritationen führen, wobei der auftretende Stress unter Umständen sogar tödlich sein kann.
Aus den genannten Gründen ist es erforderlich, in landwirtschaftlichen Betriebsstätten zusätzliche Maßnahmen zu treffen, um die Tiere vor Berührungsspannungen zu schützen. Die Stromversorgung der Stallungen etc. kann entweder mit Schutzkleinspannung mit maximal 25 Volt Wechselspannung erfolgen oder muss, wenn eine höhere Spannung verwendet wird, mit einem speziellen Fehlerstromschutzschalter (Fehlerspannung 25 Volt AC bzw. 60 Volt DC, Fehlerstrom maximal 30 mA) überwacht werden. Es ist durch geeignete Maßnahmen dafür zu sorgen, dass keine höheren Fehlerspannungen als 25 Volt Wechselspannung oder 60 Volt Gleichspannung gegen Erde auftreten. Sinnvollerweise ist für die einzelnen Stromkreise jeweils ein separater Fehlerstromschutzschalter zu verwenden, damit im Fehlerfall nicht die ganze Anlage abgeschaltet wird.
An die Erdungsanlage und den Potentialausgleich werden auch erhöhte Anforderungen gestellt. Wenn der Betrieb über ein TN-C-Netz versorgt wird, so darf der PEN-Leiter nicht mit der Potentialausgleichsschiene verbunden werden. Im Fehlerfall kann es hier zu Fehlerspannungseinschleppungen kommen. In allen Bereichen der Stallungen (z. B. Stallanlage, Außenliegeboxen, Melkstand etc.) sind ein zusätzlicher örtlicher Potentialausgleich und eine Potentialsteuerung vorzunehmen. Die Potentialsteuerung ist in neu zu errichtenden Stallungen sowie bei Erneuerungen der Viehstandplätze zu installieren.
Im Bereich der Stand- und Liegeflächen wird die Potentialsteuerung in der Regel mittels Potentialsteuergittern aus Baustahlmatten mit einer maximalen Maschenweite von 150 mm durchgeführt. In Melkständen und Melkergruben ist eine geringere Maschenweite von z. B. 50 mm – 100 mm vorteilhaft. Die Drahtstärke der Potentialsteuergitter muss mindestens 3 mm betragen. Die Matten sind untereinander dauerhaft elektrisch leitend (Klemmen oder Verschweißen) miteinander zu verbinden. Die Potentialsteuergitter sind pro Bereich mindestens an 2 Stellen mit dem zusätzlichen örtlichen Potentialausgleich zu verbinden. Die Verbindungsleitung zum zusätzlichen örtlichen Potentialausgleich sollte aus feuerverzinktem Rundstahl mit mindestens 8 mm Durchmesser oder feuerverzinktem Bandstahl 30 mm × 3,5 mm erstellt werden.
Die Steuergitter sollten in einer Verlegetiefe von mindestens 50 mm in den Estrich eingebracht werden. Zusätzlich in den Estrich eingebrachte Steuererder, welche mit dem zusätzlichen örtlichen Potentialausgleich verbunden werden, wirken sich ebenfalls positiv auf die Potentialsteuerung aus. Die Potentialsteuerung und der zusätzliche örtliche Potentialausgleich sind wirksam vor Korrosion, z. B. durch feuerverzinkte Materialien oder Edelstahl, zu schützen. Da an die Erdungsanlage mehrere Fehlerstromschutzschalter angeschlossen werden, werden an die Erdungsanlage besondere Anforderungen gestellt. Damit für die Erdungsanlage ein günstiges Erdpotentialprofil erreicht wird, empfiehlt sich der Einsatz von zusätzlichen Steuererdern.
Auch wenn die Potentialsteuerung nur für Neuanlagen oder umgebaute Anlagen zwingend vorgeschrieben wird, sollte sie so schnell wie möglich auch in älteren Anlagen eingebaut werden.
Nur die Potentialsteuerung in Verbindung mit dem zusätzlichen örtlichen Potentialausgleich und einer sorgfältig ausgeführten Erdungsanlage bietet für die Tiere einen wirksamen Schutz vor gefährlichen Berührungsspannungen, hohen Schrittspannungen und Kriechströmen durch Potentialverschleppungen und Spannungstrichter.

## Potentialsteuerung in Schwimmbädern
Schwimmbäder sind aufgrund des Schwimmbeckens und seiner teilweise nassen und feuchten Umgebung mit einem erhöhten Gefahrenpotential verbunden. In diesem feuchten Milieu sinkt der menschliche Hautwiderstand, und die Empfindlichkeit des menschlichen Körpers für elektrische Berührungsspannungen steigt an. Hier ist, neben den nach DIN-VDE-Norm vorgeschriebenen Schutzmaßnahmen, durch zusätzliche Maßnahmen dafür zu sorgen, dass keine gefährlichen Berührungsspannungen auftreten. Bei isolierenden Fußböden ist eine Potentialsteuerung nicht erforderlich.
Die aktuelle Errichternorm für Schwimmbäder (überdacht und im Freien) sieht für die Schutzbereiche 0 – 2 in Schwimmbädern  (überdacht und im Freien) einen zusätzlichen örtlichen Potentialausgleich vor. Eine Potentialsteuerung, wie sie in der Vorgängernorm vorgeschrieben war, ist in der neuen Norm nicht zwingend vorgeschrieben. Dennoch halten Experten eine Potentialsteuerung in Schwimmbädern in den Schutzbereichen 1 und 2, sowie überall dort, wo das Einbeziehen von elektrisch leitfähigen Standflächen in den Potentialausgleich erforderlich ist, für sehr empfehlenswert.
Durch die Potentialsteuerung kann die Standfläche aus schlecht leitendem Material (kein Isoliermaterial), z. B. Beton, Steinzeug, Erdreich, auf angenähert gleiches Potential gebracht werden. Dadurch kann man den Potentialverlauf einer Standfläche gezielt verändern. Somit kann durch die Potentialsteuerung die Wirksamkeit des zusätzlichen örtlichen Potentialausgleiches erheblich verbessert werden.
Die Potentialsteuerung in Schwimmbädern lässt sich auf zwei Arten realisieren:
- Durch parallel zum Beckenrand geführte Leiter
- Mittels Baustahlmatten

Grundsätzlich gilt für Potentialsteuergitter:
Die einzelnen Teile der Stahlarmierung für die Potentialsteuerung sind beim Einbringen dauerhaft elektrisch leitend miteinander zu verbinden und an den zusätzlichen örtlichen Potentialausgleich anzuschließen. Die Verbindungsleitung zum zusätzlichen örtlichen Potentialausgleich muss dem halben Querschnitt des Hauptschutzleiters entsprechen, mindestens ist eine 6-mm²-Kupferleitung zu verwenden. Werden die Verbindungsleitungen aus Kupfer hergestellt, so ist die Klemmstelle gegen das Eindringen von Feuchtigkeit zu schützen.
Es empfiehlt sich, als Verbindungsleitungen zwischen der Potentialsteuerung und dem zusätzlichen örtlichen Potentialausgleich feuerverzinkten Bandstahl mit einem Mindestquerschnitt von 30 mm × 3,5 mm oder feuerverzinkten Rundstahl mit einem Mindestdurchmesser von 10 mm zu verwenden. Dieser muss entweder mit der Stahlarmierung verschweißt werden oder mit speziellen Klemmverbindern verschraubt werden. Die Klemmverbindungen sind dem Verschweißen vorzuziehen, da man zum Schweißen weitere DIN-Normen beachten muss und nur ein speziell ausgebildeter Schweißer diese Schweißarbeiten vornehmen darf.
Dauerhaft elektrisch leitende Verbindungen werden nur durch Schweißen oder Klemmen hergestellt. Das auf Baustellen übliche Verrödeln der Matten oder Rundstähle gilt nicht als dauerhaft elektrisch leitende Verbindung, sondern dient nur der Lagefixierung der Matten bzw. Rundstähle.
Die Potentialsteuergitter sollten möglichst dicht unter der Fußbodenoberfläche verlegt werden. Bei großflächig ausgedehnten Potentialsteuergittern ist es vorteilhaft, das Potentialsteuergitter an mehreren Stellen, z. B. Anfang – Mitte – Ende, mit dem zusätzlichen örtlichen Potentialausgleich zu verbinden.
Einen positiven Einfluss auf den Potentialverlauf bei Becken aus Mauerwerk oder Beton, sowohl innerhalb des Beckens als auch außerhalb, hat auch ein eingebrachter Fundamenterder. Zusätzlich eingebrachte Steuererder können sich ebenfalls günstig auf den Potentialverlauf auswirken. Die Erder sind mit in den zusätzlichen örtlichen Potentialausgleich einzubeziehen.

### Potentialsteuerung durch parallel zum Beckenrand geführte Leiter
Der Abstand der Leiter untereinander darf 600 mm nicht überschreiten. Es müssen Rundstähle mit einem Mindestdurchmesser von 10 mm verwendet werden.
Mindestens an 2 Stellen müssen zwischen den Leitern Querverbindungen hergestellt werden.
Die Leiter sollten lückenlos in den bereits erwähnten Bereichen verlegt werden. Die Rundstähle sind an den Klemmstellen etwa 150 mm zu überlappen. Zum Verschweißen der Rundstähle ist eine Überlappung von 50 mm – 80 mm ausreichend.

### Potentialsteuerung mittels Baustahlmatten
Die üblichen Baustahlmatten mit einer Maschenweite von 150 mm können eingesetzt werden. Die Matten sollen lückenlos in den bereits erwähnten Bereichen verlegt werden.
Zum Verschrauben sind die Matten an den Übergangsstellen etwa mit einer Maschenweite zu überlappen und an mindestens 3 Stellen mit speziellen Schraubklemmen zu verbinden. Zum Verschweißen sind die Matten an den Enden mit 50 mm – 80 mm zu überlappen.

## Potentialsteuerung in Baderäumen
In Baderäumen ist die Potentialsteuerung nicht zwingend vorgeschrieben. Sind die Wasserleitungen aus nicht elektrisch leitendem Kunststoff und ist die Badewanne bzw. Duschtasse ebenfalls aus Kunststoff, so kann sogar gemäß der neuen DIN-VDE-Norm auf den Einbau eines zusätzlichen örtlichen Potentialausgleichs verzichtet werden.
Es ist aber ratsam, trotzdem nicht auf den zusätzlichen örtlichen Potentialausgleich und die Potentialsteuerung zu verzichten, denn bei einem Austausch der Wanne gegen eine Wanne aus Stahl ist der Einbau der Sicherheitsmaßnahmen nur mit einem größeren Aufwand möglich.
Die Potentialsteuerung in Baderäumen ist mittels einer Metallgittermatte, z. B. Baustahlmatte mit 150 mm Maschenweite, vorzunehmen. Diese ist möglichst dicht unter dem Fußboden im Estrich zu verlegen. Die Metallgittermatte muss mit einer 4-mm²-Kupferleitung an den zusätzlichen örtlichen Potentialausgleich angeschlossen werden. Die Kupferleitung sollte durchgehend sein, gegen Beschädigungen geschützt werden und möglichst in der Mattenmitte angeklemmt werden. Die Klemmstelle ist gegen das Eindringen von Feuchtigkeit dauerhaft zu schützen.
Werden für das Potentialsteuergitter mehrere einzelne Metallgittermatten verwendet, so müssen diese überlappend miteinander verklemmt werden. Das Verschweißen der Matten ist ebenfalls möglich. Hier sind die gleichen Regeln wie bei Potentialsteuerungen von Schwimmbädern zu beachten.

## Gesetzliche Bestimmungen und sonstige Regelwerke
- DIN VDE 0100 Errichten von Starkstromanlagen mit Nennspannungen bis 1000 V

insbesondere:
- Teil 410  „Schutz gegen elektrischen Schlag“
- Teil 540  „Zusätzlicher örtlicher Potentialausgleich“
- Teil 702  „Überdachte Schwimmbäder (Schwimmhallen) und Schwimmbäder im Freien“
- Teil 705  „Landwirtschaftliche und gartenbauliche Anwesen“
- Teil 737  „Feuchte und nasse Bereiche und Räume; Anlagen im Freien“

- DIN VDE 0101-2 „Erdung von Starkstromanlagen mit Nennspannung über 1 kV“
- DIN VDE 0105 Teil 115 „Betrieb von Starkstromanlagen; Besondere Festlegungen für landwirtschaftliche Betriebsstätten“
- Unfallverhütungsvorschrift VSG 1.4 „Elektrische Anlagen und Betriebsmittel“
- Sicherheitsvorschriften und Merkblätter des Verbandes der Sachversicherer insbesondere:

- „Starkstromanlagen in landwirtschaftlichen Betrieben, Sicherheitsvorschriften“ (VdS Nr. 2057, 7/1998)

- DIN 4099  Schweißen von Betonstahl, Ausführung und Prüfung.